# Siphona melanura
Siphona melanura är en tvåvingeart som beskrevs av Louis-Paul Mesnil 1959. Siphona melanura ingår i släktet Siphona och familjen parasitflugor.
Artens utbredningsområde är Tanzania. Inga underarter finns listade i Catalogue of Life.